# Lidia Martora
Lidia Martora, née Lidia Maresca à Rocca di Cave le 13 janvier 1917 et morte à Rome le 23 avril 1971, est une actrice italienne.

## Biographie
Lidia Martora est issue d'une famille d'artistes variétés, sa mère est une soubrette, son père Achille un homme d'affaires, son oncle Luigi un chanteur d'opérettes et sa sœur Marisa Maresca. Elle débute comme soubrette au théâtre à la fin des années 1930, puis dans les années 1950 et  1960 devient actrice active au cinéma, au théâtre, à la radio et à la télévision.
Elle est la seconde épouse de Peppino De Filippo.

## Filmographie partielle
- 1949 : Biancaneve e i sette ladri de Giacomo Gentilomo
- 1952 : Non è vero... ma ci credo de Sergio Grieco
- 1953 : L'Assassin de la rue Paradis (Lo scocciatore (Via Padova 46)) de Giorgio Bianchi
- 1956 : Una pelliccia di visone de Glauco Pellegrini
- 1959 : Polycarpe, maître calligraphe (italien : Policarpo, ufficiale di scrittura) de  Mario Soldati
- 1960 :
  - Signori si nasce de Mario Mattoli
  - Incorrigibles Parents (italien : Genitori in blue-jeans de Camillo Mastrocinque
- 1962 : I 4 monaci de Carlo Ludovico Bragaglia